# 북아메리카의 역사

원주민의 역사를 제외한 1750년부터 2008까지의 북아메리카의 역사.

이 문서는 북아메리카의 역사에 관한 글이다.

## 선사
북아메리카 최초의 주민인 아메리카 토착민들은 아시아에서 온 것으로 추정된다. 그들은 동부 시베리아에서 베링 해협의 육교를 통해 북아메리카로 들어온 것으로 보인다. 이같은 이주의 정확한 연대는 알 수 없지만 간빙기의 마지막 시대, 즉 2만 년 전에서 3만 5,000년 전으로 추정된다. 이들은 석기 시대에 수렵과 채집으로 생활했다. 티아우아나코, 아즈텍족, 마야 문명, 잉카 문명과 같이 대규모 문명을 이룬 이들도 있었으나, 적지 않은 수가 유럽인이 처음 이 대륙에 도착했을 때에도 석기 시대나 청동기 시대의 생활을 유지하고 있었다.

## 고대 문명
콜럼버스의 신대륙 탐험 이전의 북아메리카 문명은 중앙 아메리카에서 먼저 발달했다. 연대적으로는 올메카 문명이 가장 먼저인데 기원전 1150년경으로 추산된다. 올메카 문명은 현재의 멕시코 베라크루즈 남부와 타바스코 지역에 발달했던 것으로서 특히 조각이 뛰어났다.
과테말라와 유카탄반도에서 일어난 마야 문명(기원전 300년경 ~ 서기 900년경)은 서반구에서 가장 훌륭한 문명 중의 하나였다. 그들은 농사를 짓고 대규모 석조 건물과 피라미드 신전을 건립하고 금과 구리를 다룰 줄 알았다. 또 정확한 달력을 개발했으며 상형문자를 사용했다. 톨텍 문명(약 10~12세기경)은 멕시코 중북부에 거대한 제국을 세운 것으로 알려졌는데, 이것이 14세기에는 테노치티틀란(지금의 멕시코시)에 중심을 둔 아스텍 문명으로 발전했다. 그러나 아스텍 문명은 기술적으로 우위에 있던 스페인 사람들과는 상대가 되지 못했으며, 스페인 사람들은 16세기 중반에 중앙 아메리카 전역을 정복했다.
콜럼버스의 대륙 발견 이전의 멕시코 및 중앙 아메리카의 인구는 약 500만 명으로 추산된다. 멕시코 이북의 북아메리카 인구는 60만~120만 명으로 추산된다. 멕시코 이북의 아메리카 토착민들은 대규모 농업이나 도시적 주거 형태를 개발하지 못했다. 그러나 미시시피-오하이오 강 유역과 남부 오대호-세인트로렌스강 유역, 멕시코만과 대서양 연안지역 일대에는 반정착생활을 하는 사람들이 마을을 이루고 살았으며, 지금의 미국 애리조나주 일대에 북아메리카 유일의 대제국이었던 아나사지 문명이 존재했다. 체로키족과 이로쿼이족의 경우에는 유럽인이 도래하는 시점에 이미 부족간의 연합형태가 이루어지고 있었다.

## 식민지 시대와 독립
유럽인이 아메리카를 발견하게 된 것은 동방으로 가는 수로를 발견하고 싶은 욕망 때문이었다. 그러나 이같은 욕망을 실현시키는 데 북아메리카가 커다란 장애물임을 깨닫고 유럽인들은 북아메리카 대륙을 제국건설과 상업교역의 최적지로 삼았다.
스페인은 1500년대부터 아스텍, 마야, 잉카 등의 고대 문명을 멸망시키며 신대륙 식민지 개발사업에 나섰고, 프랑스는 1605년 노바스코샤의 포트로열에, 영국은 1607년 제임스타운에 처음으로 정착촌을 세웠다. 네덜란드와 스웨덴도 단명으로 끝난 식민촌을 세웠으며, 러시아인들은 18세기 말 알래스카에 정착했다.
영국은 1763년 프렌치-인디언 전쟁에서 프랑스를 패퇴시킨 뒤 북아메리카 북부지역의 주도세력이 되었다. 그러나 영국은 그 뒤 13개의 식민주에 의해 북아메리카 대륙에서 축출되었고, 이들 13개주는 1783년 공식적으로 미국이라는 나라를 세웠다. 캐나다는 1926년 독립할 때까지 영국의 지배를 받았으며, 멕시코와 중앙 아메리카의 나라들은 1821년 스페인으로부터 독립했다.
1848년 서쪽의 미개척지를 향해 이동했던 미국이 멕시코 북부 지역을 공식적으로 획득했을 때 현행 북아메리카의 정치적 경계가 대부분 확정되었다. 리오그란데강을 중심으로 하여 그 이남 지역은 생활양식이 라틴 아메리카(히스패닉)식이 되었고, 그 북쪽은 앵글로 아메리카가 되었다. 그러나 캐나다의 퀘벡주나 미국의 루이지애나주처럼 프랑스의 영향이 강한 곳도 일부 남아 있었다. 16~19세기에 걸쳐 시행되었던 노예 제도의 유산은 미국과 카리브해 연안의 섬나라들이 아프리카 소수 민족 문화를 도입하는 계기가 되었다.

## 현대
미국을 위시로 한 북아메리카 대륙은 세계적 영향력을 가진 강력한 중심지역이 되었다. 미국에서는 19세기 후반과 20세기 초반에 걸쳐 공업화가 상당히 이루어졌으며, 특히 제2차 세계 대전이 종식되면서 세계의 초강대국으로 부상했다. 또 지정학적으로 볼 때 미국은 지구상에서 가장 인구가 조밀한 서유럽과 아시아 두 대륙 사이에 자리잡고 있어 북아메리카와 그 주민들은 세계적인 영향력을 가질 수 있게 되었다. 북아메리카의 국가들은 미주기구(OAS)의 회원국으로서 서반구의 단일성을 추구하고 있다. 이 단체에는 남아메리카의 나라들도 가입되어 있다. OAS는 서반구의 안보를 강화하고 회원국간의 분쟁을 평화롭게 해결하며, 집단 안전 보장 체제를 마련하고 경제적·사회적·문화적 협조를 목적으로 한다.
캐나다·쿠바·미국 등 3개 국가는 북아메리카 이외의 지역에서도 군사적 영향력을 행사한다. 캐나다는 북대서양조약기구(NATO) 산하에 자국의 군대를 파견해 서유럽에 주둔시키고 있으며, 쿠바는 아프리카에 군대를 주둔시키고 있다. 그러나 1990년대 초반에 들어와 쿠바의 군대가 아프리카에서 수행하는 역할의 범위는 많이 축소되었다. 대규모 최첨단 핵무기를 보유하고 있는 미국도 NATO에 속하며, 서유럽·일본·한국·이라크 등에 군대를 주둔시키고 있다.

## 같이 보기
- 아메리카의 역사
- 남아메리카의 역사
- 미국의 역사